# Карпенко, Иван Михайлович
Иван Михайлович Карпенко (22 сентября 1915, Слободище, Волынская губерния — 13 декабря 1944, Венгрия) — Гвардии капитан Рабоче-крестьянской Красной Армии, участник Великой Отечественной войны, Герой Советского Союза (1945).

## Биография
Иван Карпенко родился 22 сентября 1915 года в селе Слободище (ныне — Бердичевский район Житомирской области Украины). В 1931 году он окончил неполную среднюю школу, после чего пять лет работал на сахарном заводе в Бердичеве. В 1937 году Карпенко был призван на службу в Рабоче-крестьянскую Красную Армию. В 1939 году он окончил курсы младших лейтенантов. С июня 1941 года — на фронтах Великой Отечественной войны. Принимал участие в боях на Западном, Ленинградском, Волховском, Юго-Западном, 4-м, 3-м и 2-м Украинских фронтах, два раза был ранен. К декабрю 1944 года гвардии капитан Иван Карпенко командовал дивизионом 127-го гвардейского артиллерийского полка 59-й гвардейской стрелковой дивизии 37-го стрелкового корпуса 46-й армии 2-го Украинского фронта.
5 декабря 1944 года Карпенко в составе первого эшелона советских войск переправился через Дунай в районе города Адонь и неожиданно для противника атаковал его. К полудню стрелковый полк, который поддерживала своим огнём советская артиллерия, продвинулся вперёд на четыре километра и захватил господствующие высоты. Карпенко, находясь в боевых порядках этого полка, корректировал огонь сразу восьми дивизионов, находящихся на другом берегу Дуная. В критический момент боя он вызвал огонь на себя, благодаря чему противник был вновь отброшен. Карпенко получил ранение осколком в ногу, но остался корректировать огонь, пока не потерял сознание от потери крови. Умер в госпитале 13 декабря 1944 года, похоронен в родном селе.
Указом Президиума Верховного Совета СССР от 24 марта 1945 года за «умелое и мужественное артиллерийское обеспечение форсирования дивизией Дуная» капитан Иван Карпенко посмертно был удостоен высокого звания Героя Советского Союза. Также был награждён орденами Ленина, Красного Знамени, Отечественной войны 2-й степени, Александра Невского, рядом медалей.
В честь Карпенко названа улица в Слободище.